# José Ángel Ziganda
José Ángel Ziganda Lakunza (Larráinzar, Navarra, 1 de octubre de 1966), apodado Kuko o Cuco, es un exfutbolista y entrenador español.

## Trayectoria

### Como futbolista
Se formó en el Osasuna Promesas, al que se incorporó en 1985. Tras anotar doce goles en catorce partidos, en diciembre de 1987, se incorporó al primer equipo. Debutó en Primera División, el 13 de diciembre de 1987, ante el CE Sabadell sustituyendo al lesionado Michael Robinson. El 30 de diciembre de 1990, fue titular en la histórica victoria por 0-4 en el Santiago Bernabéu. Tras permanecer cuatro temporadas en Osasuna, fichó por el Athletic Club en 1991. El club rojiblanco pagó la cláusula de rescisión de 150 millones de pesetas. El 26 de mayo de 1993 anotó un triplete, entre el minuto 50 y 60, ante el Albacete en una victoria por 4-5. El 6 de febrero de 1994 marcó en la victoria, en el Camp Nou por 2-3, ante el FC Barcelona de Johann Cruyff. En la Copa de la UEFA 1994-95, marcó en las memorables victorias por 1-0 en San Mamés, ante Newcastle y, ante el futuro campeón, el Parma. Este gol, además, supuso el gol número 100 del club en competiciones europeas. El 25 de mayo de 1996 marcó un triplete ante el Rayo Vallecano que evitó que el equipo hubiera disputado la promoción de descenso a Segunda División. El 22 de noviembre de 1997, ante el Real Madrid en San Mamés, consiguió el gol más rápido de su carrera al marcar a los 12 segundos de partido. En el equipo vasco fue máximo goleador en cinco de las siete temporadas en Liga.
Regresó al equipo navarro en 1998 para terminar su carrera. Consiguió el ascenso a Primera División en el año 2000. En su segunda etapa en el club navarro anotó 21 goles. Se retiró en el año 2001 tras participar en sólo cuatro encuentros de Primera División.
En los 381 partidos que disputó en Primera División, anotó 111 goles.

#### Selección de España
Jugó 2 partidos internacionales con la selección española. Debutó en un amistoso, con derrota por 0-2, contra Rumanía en abril de 1991, supliendo a Emilio Butragueño en los últimos cuatro minutos. Tres años después, jugó frente a Chipre, jugó los últimos 10 minutos sustituyendo a José Emilio Amavisca.

#### Selección de Euskadi
Con la Euskal Selekzioa disputó, entre 1994 y 1998, cinco partidos y anotó cuatro goles.

### Como entrenador
Inicios
En la temporada 2002/2003 estuvo en el primer equipo como técnico de ayudante de Javier Aguirre. En su primera temporada como primer entrenador, la 2003-2004, llevó a Osasuna a su primera final de Copa del Rey Juvenil donde eliminó, en semifinales, al Barcelona de Leo Messi. Finalmente, perdió la final ante el RCD Espanyol por 3-2. Raúl García y Monreal coincidieron en ese equipo juvenil aquella temporada. En la temporada 2004-2005 conquistó el título de Liga Juvenil en el grupo II. Entrenó al Osasuna Promesas durante la temporada 2005-06 en Segunda División B con el que acabó noveno. En ese equipo contó con dos futuros internacionales: Javi Martínez y Nacho Monreal.
Osasuna
Tomó el relevo de Javier Aguirre el 22 de mayo de 2006 para la temporada 2006-07 al mando del primer equipo, junto con su ayudante Jon Andoni Goikoetxea, en una fuerte apuesta por parte de la directiva osasunista debido a que carecía de experiencia como entrenador en Primera División.
La temporada 2006/2007 no comenzó con buen pie para el equipo, debido a su eliminación en la fase previa de la UEFA Champions League a manos del Hamburgo y a una serie de derrotas en la Liga. Se planteó su destitución, pero cinco victorias consecutivas en Liga entre finales de noviembre y todo el mes de diciembre estabilizaron la situación. Continuó con un buen papel en la Copa del Rey; una histórica clasificación para semifinales de la Copa de la UEFA, que perdió contra el Sevilla FC; y logrando la salvación sin apuros (el equipo terminó 14.º con 46 puntos).
En cambio, en la temporada 2007/2008, Osasuna obtuvo la permanencia en la última jornada a pesar de caer derrotados ante el Racing de Santander.
El 13 de octubre de 2008, Ziganda fue destituido como entrenador de Osasuna, debido a no haber logrado ni una sola victoria en 6 jornadas de Liga. Le sustituyó en el cargo el ex seleccionador nacional José Antonio Camacho.
Xerez
En verano de 2009, Ziganda firma por el Xerez Club Deportivo en el estreno del equipo andaluz en Primera División.
A comienzos de 2010, tras haber conseguido sólo una victoria y cuatro empates en 17 partidos al frente del conjunto jerezano, Ziganda fue destituido y sustituido por "Pipo" Gorosito.
Bilbao Athletic
Tras un año sabático, volvió a la actividad el 7 de julio de 2011, de la mano de su excompañero Josu Urrutia, tras proclamarse este como nuevo presidente del Athletic Club, para hacerse cargo del Bilbao Athletic (filial del club) en Segunda B.
En su primera temporada, clasificó al Bilbao Athletic en octava posición; en la segunda, la 2012-2013, el equipo rojiblanco acabó tercero, logrando así una plaza para la promoción de ascenso a Segunda, donde fue eliminado por el Huracán Valencia en segunda ronda por penaltis. En el curso 2013-14, el filial terminó 5.º, a un punto de la promoción de ascenso, tras perder en la última jornada ante el CD Leganés.
Finalmente, en junio de 2015, tras ser 2.º de su grupo de la Liga, logró ascender al conjunto vasco a la Segunda División A tras 19 años de ausencia al eliminar al Villanovense, UCAM Murcia y Cádiz. Sin embargo, el filial bilbaíno se mantuvo casi toda la siguiente temporada en puestos de descenso, debido a las numerosas bajas y a los pocos refuerzos, aunque no fue hasta falta de 4 jornadas para el término de la Liga cuando se confirmó el descenso matemático a Segunda B. Curiosamente, el día que se confirmó el descenso ante Osasuna, cumplía su partido n.º 200 a cargo del filial. En la temporada 2016-2017 concluyó en octava posición con 56 puntos. Finalizó su etapa como entrenador del filial rojiblanco con 242 partidos (100 victorias, 63 empates y 79 derrotas), siendo el tercer entrenador con más encuentros al mando del segundo equipo bibaíno tras Iñaki Sáez e Ignacio Eizaguirre, con 290 y 284 partidos respectivamente.
Athletic Club
El 24 de mayo de 2017, tras seis temporadas dirigiendo al Bilbao Athletic, fue elegido como nuevo técnico del Athletic Club, reemplazando a Ernesto Valverde. Su debut como entrenador se produjo, el 27 de julio, en la eliminatoria previa de la Liga Europa ante el Dinamo Bucarest (1-1). Laporte y Rivaldinho fueron los goleadores del partido. El 17 de agosto, ante el Panathinaikos, consiguió una de las remontadas más rápidas que se recuerdan, pasó del 2-0 al 2-3 en seis minutos. El 14 de septiembre, tras empatar a cero ante el Hertha BSC en el Olympiastadion, igualó el mejor inicio de temporada invicto para un entrenador debutante en el banquillo rojiblanco desde 1939, con 8 partidos (5 victorias y 3 empates). Desde 1939 solo lo habían conseguido Roberto Etxebarria Arruti en 1939 y Ferdinand Daucik en 1954. Las mejores marcas eran de Ralph Kirby con diez partidos sin perder entre 1925 y 1926 y William Barnes con nueve partidos entre 1914 y 1915.
El 17 de septiembre llegó la primera derrota, 1-0 ante la UD Las Palmas, aunque consiguió superar el récord de imbatibilidad de inicio en Liga (357 minutos). Desde entonces, cosechó una serie de resultados sonrojantes que se sumaron a los problemas defensivos y ofensivos del equipo. El 23 de septiembre no fue capaz de ganar al Málaga (3-3), aunque vencía 1-3 en el minuto 80 ante un rival con 10 jugadores, y, cinco días después, cayó en casa ante el Zorya Lugansk (0-1). En octubre sufrió dos empates, siendo netamente inferior, ante el Östersunds FK (2-2) y la SD Formentera (1-1). En noviembre cayó, con estrépito, ante el Celta de Vigo por 3-1 (3-0 a los 25 minutos de partido) y fue eliminado de la Copa por la SD Formentera (0-1), con un gol en el minuto 95. El empate a cero, obtenido pocos días después ante el Real Madrid en San Mamés le permitió apaciguar la crisis. El 7 de diciembre, gracias a los goles de Aduriz y Raúl García ante el Zorya (0-2), consiguió el pase como primero de grupo en la Liga Europa. El 14 de enero de 2018, tras el empate ante el RCD Espanyol, finalizó la primera vuelta con 25 puntos al haber enlazado ocho jornadas ligueras sin perder (tres victorias y cinco empates). El 4 de febrero, se puso fin a una racha de diez partidos sin perder en liga (siete empates y tres victorias), en Montilivi. A pesar de que sólo cinco entrenadores en la historia del club habían enlazado más de diez partidos sin perder en una temporada, el equipo llevaba seis victorias en 22 partidos, lo que suponía que solamente en cuatro ocasiones (4 victorias en 05-06; 5 victorias en 84-85, 06-07 y 07-08) se habían logrado menos victorias. Tras la derrota ante el Sevilla en la jornada 27, la prensa publicó que era el cuarto peor Athletic en Liga de la historia, con 32 puntos, solo por delante de las temporadas 05-06, 06-07 y 08-09 y el tercero con menos victorias, sólo siete triunfos, mejorando sólo los de las temporadas 05-06 y 06-07.
El 15 de marzo, el equipo cayó eliminado en la Liga Europa en una decepcionante eliminatoria de octavos de final ante el Olympique de Marsella, a la postre subcampeón del torneo, por un global de 2-5.
El 10 de mayo, el Athletic Club anunció oficialmente que Ziganda no seguiría en el banquillo de San Mamés la próxima temporada. El 20 de mayo dirigió su último partido como entrenador rojiblanco en una derrota ante el RCD Espanyol (0-1). El equipo acabó en 16.º lugar, igualado con el 17.º, con 43 puntos, siendo este el segundo peor puesto en la historia del club.
Real Oviedo
El 18 de febrero de 2020, fichó como nuevo técnico del Real Oviedo en sustitución de Javi Rozada. Logró la permanencia del conjunto asturiano en Segunda División, tras sumar 24 puntos de 42 posibles, por lo que renovó su contrato con el club hasta junio de 2021. Tras un curso sin sobresaltos (tan solo dos jornadas, octava y novena, en puestos de descenso), el 10 de junio de 2021 se anunció su renovación para la temporada 2021-2022, convirtiéndose así en el primer técnico que entrena al equipo asturiano en tres temporadas distintas por primera vez en 15 años. El 7 de junio de 2022, tras obtener la 7.ª posición en la Liga, abandonó el conjunto carbayón.

#### SD Huesca
El 13 de junio de 2022, se convirtió en técnico de la SD Huesca. Obtuvo una cómoda permanencia en Segunda División en su primera temporada en el banquillo de El Alcoraz (terminó 15º, 8 puntos por encima del primer equipo que descendió); pero el 7 de octubre de 2023, fue destituido como entrenador del conjunto altoaragonés tras conseguir 7 puntos de 30 posibles en las 10 primeras jornadas de Liga.

## Clubes
| Club                  | País   | Año       |
| --------------------- | ------ | --------- |
| Osasuna Promesas      | España | 1985-1987 |
| Club Atlético Osasuna | España | 1987-1991 |
| Athletic Club         | España | 1991-1998 |
| Club Atlético Osasuna | España | 1998-2001 |

## Estadísticas

### Como jugador
| Club                           | Div.          | Temporada     | Liga  | Liga  | Copa  | Copa  | UEFA  | UEFA  | Total | Total |
| Club                           | Div.          | Temporada     | Part. | Goles | Part. | Goles | Part. | Goles | Part. | Goles |
| ------------------------------ | ------------- | ------------- | ----- | ----- | ----- | ----- | ----- | ----- | ----- | ----- |
| Club Atlético Osasuna · España |               |               |       |       |       |       |       |       |       |       |
| 1.ª                            | 1987-88       | 25            | 6     | -     | -     | -     | -     | 25    | 6     |       |
| 1.ª                            | 1988-89       | 23            | 7     | 4     | 0     | -     | -     | 27    | 7     |       |
| 1.ª                            | 1989-90       | 37            | 11    | 2     | 0     | -     | -     | 39    | 11    |       |
| 1.ª                            | 1990-91       | 37            | 11    | 4     | 6     | -     | -     | 41    | 17    |       |
| Total club                     | Total club    | 122           | 35    | 10    | 6     | -     | -     | 132   | 41    |       |
| Athletic Club · España         |               |               |       |       |       |       |       |       |       |       |
| 1.ª                            | 1991-92       | 37            | 10    | 6     | 2     | -     | -     | 43    | 12    |       |
| 1.ª                            | 1992-93       | 36            | 17    | 1     | 0     | -     | -     | 37    | 17    |       |
| 1.ª                            | 1993-94       | 35            | 17    | 4     | 2     | -     | -     | 39    | 19    |       |
| 1.ª                            | 1994-95       | 37            | 3     | 4     | 3     | 6     | 3     | 47    | 9     |       |
| 1.ª                            | 1995-96       | 33            | 9     | 5     | 2     | -     | -     | 38    | 11    |       |
| 1.ª                            | 1996-97       | 42            | 17    | 4     | 0     | -     | -     | 46    | 17    |       |
| 1.ª                            | 1997-98       | 35            | 3     | 3     | 1     | 3     | 1     | 41    | 5     |       |
| Total club                     | Total club    | 255           | 76    | 27    | 10    | 9     | 4     | 291   | 90    |       |
| Club Atlético Osasuna · España |               |               |       |       |       |       |       |       |       |       |
| 2.ª                            | 1998-99       | 38            | 11    | 3     | 1     | -     | -     | 41    | 12    |       |
| 2.ª                            | 1999-00       | 26            | 8     | 7     | 1     | -     | -     | 33    | 9     |       |
| 1.ª                            | 2000-01       | 4             | 0     | 1     | 0     | -     | -     | 5     | 0     |       |
| Total club                     | Total club    | 68            | 19    | 11    | 2     | -     | -     | 79    | 21    |       |
| Total carrera                  | Total carrera | Total carrera | 445   | 130   | 48    | 18    | 9     | 4     | 502   | 152   |

### Como entrenador
- Datos actualizados al último partido dirigido el 28 de enero de 2023.[56]

| Club                      | País   | División           | Año       | P   | PG  | PE  | PP  | % ptos. |
| ------------------------- | ------ | ------------------ | --------- | --- | --- | --- | --- | ------- |
| Osasuna Promesas          | España | Segunda División B | 2005-2006 | 38  | 14  | 15  | 9   | 36.84   |
| Club Atlético Osasuna     | España | Primera División   | 2006-2008 | 106 | 36  | 27  | 43  | 33.96   |
| Xerez Club Deportivo      | España | Primera División   | 2009-2010 | 19  | 1   | 4   | 14  | 5.26    |
| Bilbao Athletic           | España | Segunda División B | 2011-2015 | 162 | 77  | 44  | 41  | 47.53   |
| Bilbao Athletic           | España | Segunda División A | 2015-2016 | 42  | 8   | 8   | 26  | 19.05   |
| Bilbao Athletic           | España | Segunda División B | 2016-2017 | 38  | 15  | 11  | 12  | 39.47   |
| Athletic Club             | España | Primera División   | 2017-2018 | 54  | 17  | 17  | 20  | 31.48   |
| Real Oviedo               | España | Segunda División   | 2020-2022 | 96  | 34  | 37  | 25  | 45.56   |
| Sociedad Deportiva Huesca | España | Segunda División   | 2022-2023 | 26  | 7   | 10  | 9   | 39.74   |
| Total                     | Total  | Total              | Total     | 546 | 196 | 166 | 190 | 46.03   |

## Enlaces
- Wikimedia Commons alberga una categoría multimedia sobre José Ángel Ziganda.
- Ficha oficial de José Ángel Ziganda en RFEF
- Ficha de José Ángel Ziganda como entrenador en BDFutbol
- Ficha oficial de José Ángel Ziganda como entrenador en Athletic Club
- Ficha oficial de José Ángel Ziganda en Athletic Club

- Datos: Q704571
- Multimedia: José Ángel Ziganda / Q704571